# Mistrzostwa Europy w Lekkoatletyce 1969 – sztafeta 4 × 400 m mężczyzn
Sztafeta 4 × 400 metrów mężczyzn była jedną z konkurencji rozgrywanych podczas IX Mistrzostw Europy w Atenach. Biegi eliminacyjne zostały rozegrane 19 września, a bieg finałowy 20 września 1969 roku. Zwycięzcą tej konkurencji została sztafeta Francji w składzie: Gilles Bertould, Christian Nicolau, Jacques Carette i Jean-Claude Nallet. W rywalizacji wzięło udział czterdziestu zawodników z dziesięciu reprezentacji.

## Rekordy
| Rekord świata     | Stany Zjednoczone · (Vincent Matthews, Ron Freeman, Larry James, Lee Evans)    | 2:56,1 | Meksyk, Meksyk   | 20.10.1968 |
| Rekord Europy     | RFN · (Helmar Müller, Gerhard Hennige, Manfred Kinder, Martin Jellinghaus)     | 3:00,5 | Meksyk, Meksyk   | 20.10.1968 |
| Rekord mistrzostw | Polska · (Jan Werner, Edmund Borowski, Stanisław Grędziński, Andrzej Badeński) | 3:04,5 | Budapeszt, Węgry | 04.09.1966 |

## Wyniki

### Eliminacje
Bieg 1
| Miejsce | Reprezentacja | Zawodnicy                                                                          | Czas   | Uwagi |
| ------- | ------------- | ---------------------------------------------------------------------------------- | ------ | ----- |
| 1       | RFN           | Horst-Rüdiger Schlöske, Gerhard Hennige, Ingo Röper, Martin Jellinghaus            | 3:06,0 | Q CR  |
| 2       | Francja       | Jacques Carette, Christian Nicolau, Gilles Bertould, Jean-Claude Nallet            | 3:09,9 | Q     |
| 3       | Włochy        | Furio Fusi, Giacomo Puosi, Claudio Trachelio, Sergio Bello                         | 3:09,9 | Q     |
| 4       | Belgia        | René Bervoets, Tony Goovaerts, Karel Brems, Willy Vandenwyngaerden                 | 3:10,4 | Q     |
| 5       | Bułgaria      | Georgi Ganczew, Złati Wyłczew, Christo Gergow, Georgi Bożkow                       | 3:10,9 |       |
| 6       | Grecja        | Charis Dimitriu, Stawros Dziordzis, Dionyssios Hatzidakis, Konstantinos Mihailidis | 3:15,4 |       |

Bieg 2
| Miejsce | Reprezentacja   | Zawodnicy                                                              | Czas   | Uwagi |
| ------- | --------------- | ---------------------------------------------------------------------- | ------ | ----- |
| 1       | Wielka Brytania | Gwynne Griffiths, John Robertson, Colin Campbell, Martin Winbolt-Lewis | 3:28,9 | Q     |
| 2       | ZSRR            | Jewgienij Borisienko, Jurij Zorin, Borys Sawczuk, Aleksandr Bratczikow | 3:33,8 | Q     |
| 3       | Szwecja         | Tore Nilsson, Lars Gustafsson, Michael Fredriksson, Ulf Nilsson        | 3:35,1 | Q     |
| 4       | Polska          | Jan Balachowski, Stanisław Grędziński, Andrzej Badeński, Jan Werner    | 3:43,2 | Q     |

### Finał
| Miejsce | Reprezentacja   | Zawodnicy                                                               | Czas    | Uwagi |
| ------- | --------------- | ----------------------------------------------------------------------- | ------- | ----- |
| 1       | Francja         | Gilles Bertould, Christian Nicolau, Jacques Carette, Jean-Claude Nallet | 3:02,30 | CR    |
| 2       | ZSRR            | Jewgienij Borisienko, Borys Sawczuk, Jurij Zorin, Aleksandr Bratczikow  | 3:03,05 |       |
| 3       | RFN             | Horst-Rüdiger Schlöske, Ingo Röper, Gerhard Hennige, Martin Jellinghaus | 3:03,13 |       |
| 4       | Polska          | Jan Balachowski, Stanisław Grędziński, Andrzej Badeński, Jan Werner     | 3:03,16 |       |
| 5       | Włochy          | Claudio Trachelio, Sergio Bello, Giacomo Puosi, Furio Fusi              | 3:04,1  |       |
| 6       | Wielka Brytania | Gwynne Griffiths, Colin Campbell, Martin Winbolt-Lewis, John Robertson  | 3:04,2  |       |
| 7       | Szwecja         | Tore Nilsson, Michael Fredriksson, Lars Gustafsson, Ulf Nilsson         | 3:08,9  |       |
| 8       | Belgia          | René Bervoets, Tony Goovaerts, Karel Brems, Willy Vandenwyngaerden      | 3:10,8  |       |